# شهيرة فلوح
شهيرة فلوح، إحدى ناشطات حقوق المرأة ورعاية الطفولة والأيتام في سوريا، تتولى إدارة «الهيئة العامة لمدارس أبناء وبنات الشهداء» منذ مطلع ثمانينات القرن الماضي.
تعد إحدى أقدم المسؤولين السوريين، وثاني أقدم امرأة ما زالت في مواقع المسؤولية في البلاد، بعد نائب رئيس الجمهورية نجاح العطار.

## حياتها الشخصية
ولدت في قرية بصير جنوب سوريا في محافظة درعا، ثم انتقلت مع أسرتها إلى الأردن الذي قضت فيه طفولتها، درست في مدرسة راهبات الناصرة بعمان وبقيت فيها حتى تخرجت منها وأخذت الثانوية، قامت بدراسة فرع المحاسبة والتجارة لمدة سنتين ودرست بالجامعة الأردنية لمدة خمس سنين، ثم تزوجت وعادت إلى بلدها الأم سوريا وبقي بعض أهلها بعمان.

## سيرتها المهنية
انتسبت إلى الاتحاد النسائي في سوريا - فرع اللاذقية حيث كانت بداياته، وهناك أثبتت وجودها وآمنت بعمل المنظمة وقامت بتدريس دورات لمحو الأمية، وعملت دورة بالاختزال والآلة الكاتبة، وقامت بإعطاء دورات لفتيات المحافظة لمدة سنتين.
بحكم انتقال عمل زوجها إلى درعا تم نقلها إليها هي أيضا، وتابعت بنفس العمل في الاتحاد النسائي وعن طريق الانتخاب فازت بوحدة الاتحاد ثم بالرابطة، وتولت بعد ذلك منصب رئيسة مكتب إداري للمحافظة عام 1974، وتعاونت مع زميلاتها في تأسيس الوحدات النسائية في معظم قرى محافظة درعا، حيث قاموا بفتح الكثير من دورات محو الأمية والأشغال اليدوية وإنشاء وحدات نسائية.
رشحت نفسها لمجلس الشعب وانتخبت عضوة فيه عام 1976 حيث لم يكن أيامها يوجد سوى ست نساء أعضاء في المجلس. وقد لاقت صعوبات في تلك المرحلة حيث كان من الصعب على المرأة أن تنتخب في المحافظة بسبب العادات والتقاليد التي كانت مسيطرة.
بسبب نجاحاتها ودعمها لحقوق المرأة ورعايتها للطفولة عينها الرئيس السوري الراحل حافظ الأسد لإدارة مدارس بنات الشهداء في سورية في عام 1981.

## تكريمات
في 17 يناير / كانون الثاني 2021، قلدها الرئيس السوري بشار الأسد وسام الاستحقاق السوري من الدرجة الممتازة.